# Гнатюк Володимир Михайлович
Володи́мир Миха́йлович Гнатю́к (9 травня 1871, Велеснів, нині Тернопільської області — 6 жовтня 1926, Львів) — український етнограф, фольклорист, мовознавець, літературознавець, мистецтвознавець, перекладач та громадський діяч, член-кореспондент Петербурзької АН (1902), академік АН України (1924), член Чеського наукового товариства (1905), Празької та Віденської Академії наук.
Від 1899 р. — секретар НТШ. Від 1909 р. — член-кореспондент Російської академії наук. Від 1916 р. — голова Етнографічної комісії НТШ. Від 1924 р. — член ВУАН
Редактор видань НТШ (близько 60 томів Етнографічного Збірника та Матеріалів для української етнології) й Літературно-Наукового Вістника. Директор Української видавничої спілки.

## Життєпис

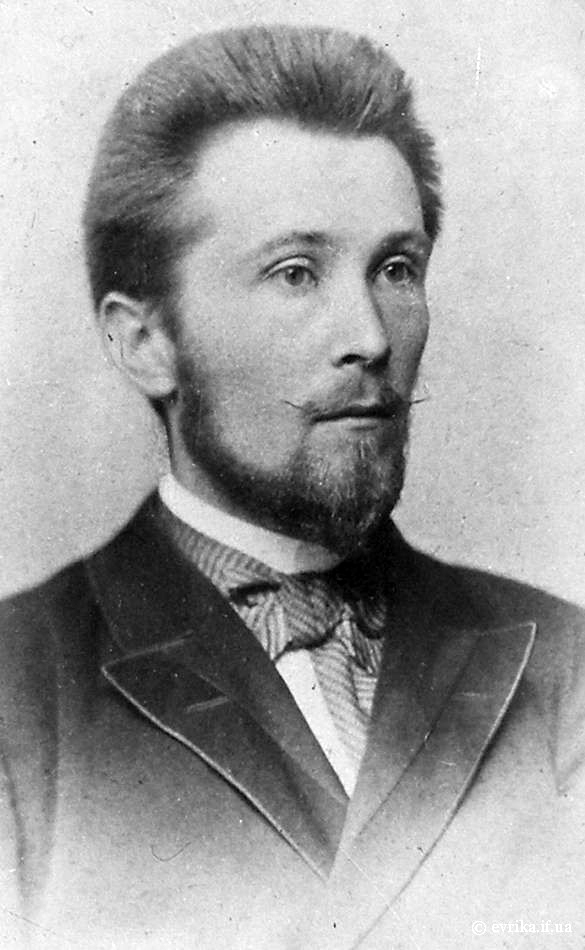
Володимир Гнатюк

Володимир Гнатюк народився в Галичині 9 травня 1871 року в селі Велеснів, нині це Чортківський (до 2020 Монастириський) район Тернопільської області.
Навчався в сільській 1-класовій школі, з осені 1883 р. — у міській школі, у гімназіях: василіянській — у Бучачі (з 1885 р.) та Станіславі (нині Івано-Франківськ; закінчив 1894 р.). Перед вступом до Станіславської гімназії за порадою пароха села Гри́горова отця Я. Бачинського звернувся до єпископа Юліана Пелеша, щоб той допоміг йому добратись до Колегії св. Атанасія в Римі, бо хотів стати місіонером та подорожувати. Вакантне місце отримав інший (болгарин).
Під час навчання в цісарсько-королівській гімназії в Станиславові друкувався в бережанській газеті Лева Джулинського «Посланникъ», де була надрукована його перша стаття «Рукомиш». Вислав до москвофільської львівської газети «Новый Галичанинъ» (редактор П. Полянський) чималу збірку записаних народних пісень, коли чекав на рішення з Риму. Декілька з них були надруковані, решта зникла. Приїхавши на студії до Львова, передав Іванові Франку не менше 500 народних віршів, прози, які той передав секретареві «Товариства Людознавчого» А. Стрілецькому для друку в журналі «Люд». Збірку не надрукували, вона пропала.
1894 р. вступив до філософського факультету Львівського університету (слов'янська філологія, вивчав українську мову, літературу; студіював у Михайла Грушевського й Олександра Колесси).
Після його закінчення — вчений секретар НТШ у Львові. На цій посаді залишався до кінця життя.
Помер 6 жовтня 1926 у Львові. Похований на Личаківському кладовищі (поле № 5). Автори надгробного пам'ятника — скульптор Лука Біганич, архітектор Володимир Блюсюк.

## Наукова діяльність

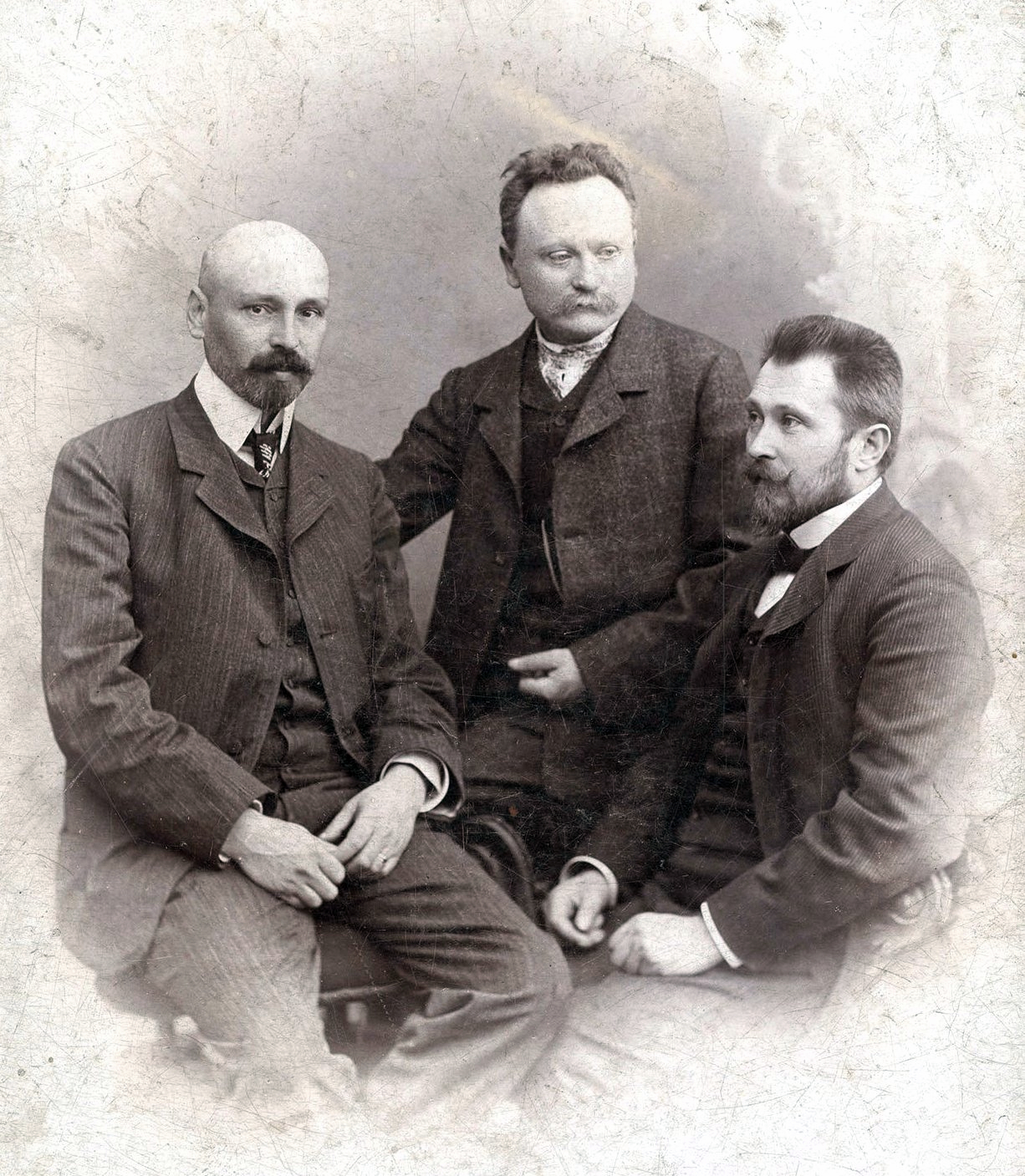
Іван Франко, Михайло Коцюбинський, Володимир Гнатюк. Львів, 1905 р.

У роки навчання почав серйозно студіювати фольклористику та етнографію, саме тоді вийшли його перші праці в часописах «Житє і слово», «Народ» та ін. Усього опубліковано майже 1000 наукових праць.
Студентом І-го курсу філософського факультету Львівського університету зацікавився фольклором лемків південних схилів Карпат.
Першу розвідку «Лірники: Лірницькі пісні, молитви, слова, звістки і т. ін. про лірників повіту Бучацького» надруковано 1896 р.

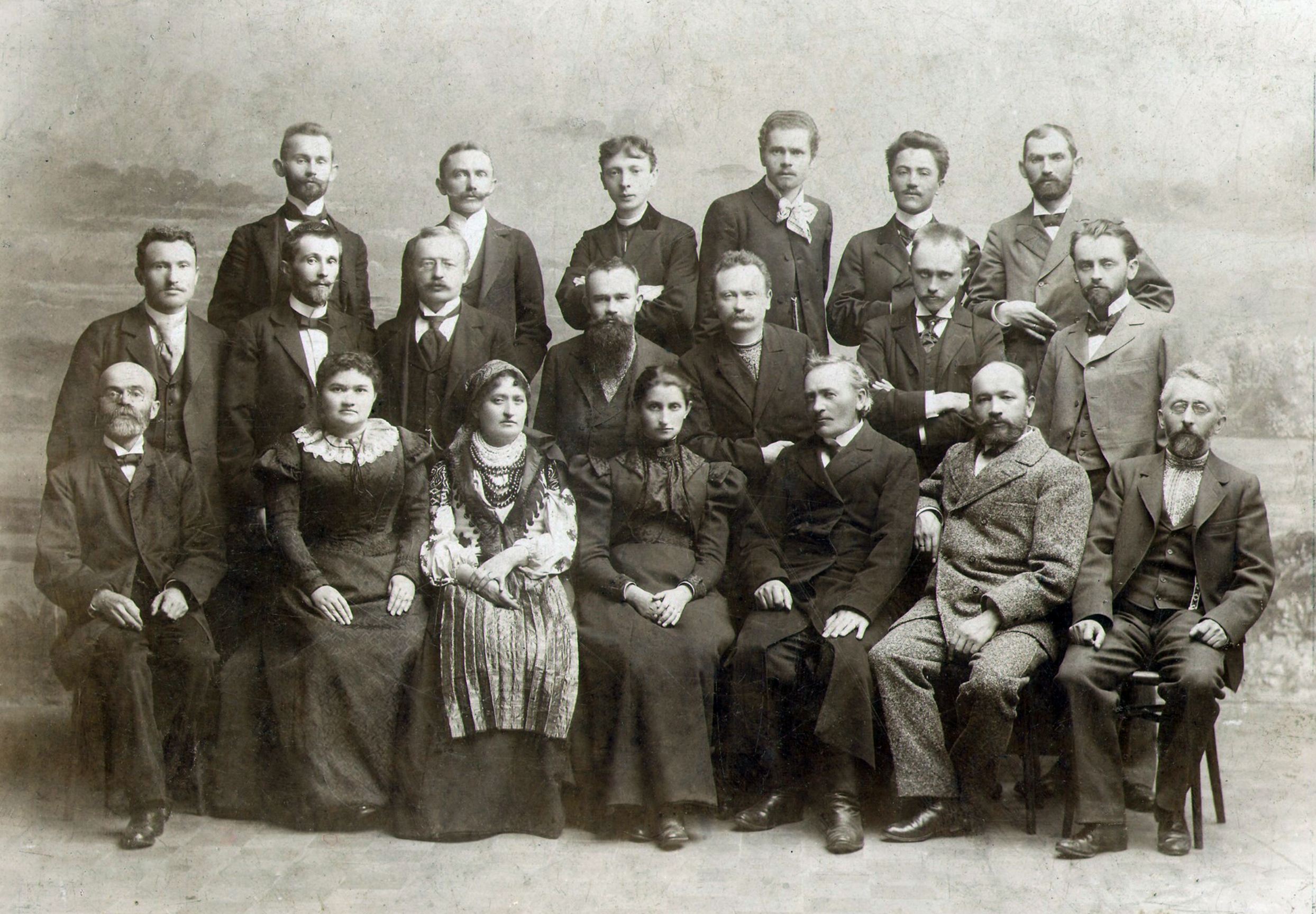
Учасники з'їзду українських письменників у Львові з нагоди 100-річчя виходу в світ «Енеїди» Котляревського, 1898 р: Сидять у першому ряду: Михайло Павлик, Євгенія Ярошинська, Наталія Кобринська, Ольга Кобилянська, Сильвестр Лепкий, Андрій Чайковський, Кость Паньківський (старший). Стоять у другому ряду: Іван Копач, Володимир Гнатюк, Осип Маковей, Михайло Грушевський, Іван Франко, Олександр Колесса, Богдан Лепкий. Стоять у третьому ряду: Іван Петрушевич, Філарет Колесса, Йосип Кишакевич, Іван Труш, Денис Лукіянович, Микола Івасюк.

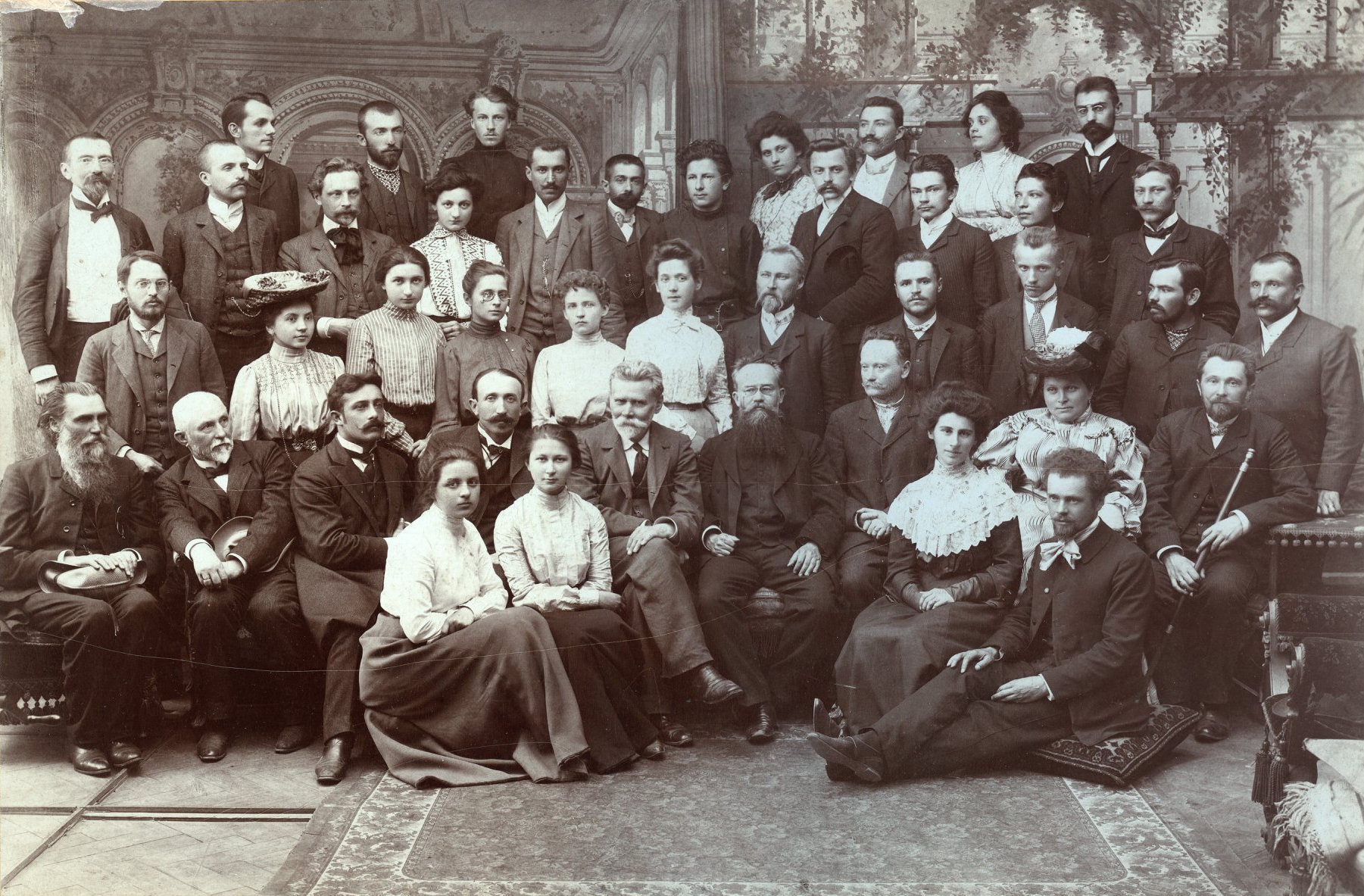
Викладачі та студенти Наукових курсів українознавства у Львові (організованих ТПУНЛШ), 5 липня 1904 р. Зліва направо: перший ряд (сидять): М. Дверницька, В. Чикаленківна, А. Трушева, І. Труш;
другий ряд (сидять): П. Рябков, Т. Ревакович, І. Брик, М. Ганкевич, Хв. Вовк, М. Грушевський, І. Франко, М. Грушевська, Вол. Гнатюк;
третій ряд (стоять): Вол. Дорошенко, М. Підлісецька (Мудракова), Г. Чикаленківна, К. Голицинська, О. Андрієвська, М. Липа, І. Липа, Ф. Шолудько, В. Панейко, Л. Сміщук, Л. Гарматій;
четвертий ряд (стоять): Вол. Лаврівський, Е. Голицинський, Юл. Бачинський, М. Крушельницька (Дроздовська), Дм. Дорошенко, Я. Грушкевич, Л. Чикаленко, Мих. Грушкевич, Ст. Дольницький, А. Хомик, М. Росткович;
п'ятий ряд (стоять): Юл. Ситник, Ол. Скоропис, Дм. Розов, Д. Старосольська (Шухевичівна), Вол. Загайкевич, Т. Єрми (п-ні Боднарова), Мих. Мочульський.

У 1897 р. видав першу книжку шеститомника «Етнографічні матеріали з Угорської Русі». Під керівництвом Івана Франка редагував етнографічний збірник «Матеріали до української етнології». Видав низку наукових праць про лемків закарпатської смуги, а також югославських русинів-українців:
- «Руські в Бачці» (1898),
- «Русини в Угорщині» (1899),
- «Русини Пряшівської єпархії і їх говори» (1900),
- «Словаки чи русини» (1901).

Редактор творів українських і закордонних письменників, перекладав українською мовою з болгарської, польської, російської, сербської, чеської, шведської та інших літератур.
Зібрані матеріали відзначаються точністю запису і мають велике значення для дальшого вивчення культури й побуту українців, зокрема лемків. Створив регулярну мережу для збору етнографічних та фольклористичних матеріалів. Має численні праці з порівняльної етнографії, мовознавства, літературної критики, упорядкування та видання фольклористичних матеріалів.
Більшість народнопісенних зразків (зафіксував понад 1500 текстів) записана Володимиром Гнатюком у селах Косівського, Бучацького, Монастирського, Старосамбірського, Стрийського, Надвірнянського повітів, на Берегівщині, Пряшівщині. Автографи зберігаються в рукописних відділах Інституту мистецтвознавства, фольклористики та етнології ім. М. Т. Рильського НАН України, Інституту літератури ім. Т. Г. Шевченка НАН України.
Володимир Гнатюк виділив основні жанрово-тематичні групи фольклорного матеріалу:
| - обрядові пісні - історичні пісні - побутові пісні - дрібні пісні - духовні пісні - сороміцькі пісні - чужі пісні - мелодії пісень | - замовляння - драматичні представлення - ігри - казки - байки - міфи - легенди | - перекази - новели - анекдоти (приказки) - приповідки - загадки - ліки - вірування. |

У 1895—1903 роках перебував у народознавчій подорожі на Закарпатті, результатом якої стало видання його шеститомної праці «Етнографічні матеріали з Угорської Русі». Лемківські фольклорні матеріали, записані під час відвідування Гнатюком Пряшівщини в 1896 і 1899 роках, увійшли до перших трьох томів «Етнографічних матеріалів з Угорської Русі». Це записи передусім народної прози — легенд, казок, анекдотів, народних оповідань, а також пісень. Зокрема, унікальна фіксація пісенного репертуару одного села (140 текстів) — Орябина.
Володимир Гнатюк був досвідченим збирачем та текстологом фольклорно-етнографічних матеріалів. Його науково довершені тексти вирізнялися фактологічною автенти́чністю, високою текстологічною культурою. З найширшого кола текстологічних питань, що їх ставив і розв'язував Володимир Гнатюк, були такі: атрибуція фольклорного твору, встановлення його приналежності до народної традиції, принципи й засоби філологічної критики фольклорного тексту та його редагування, явища контамінації у фольклорі, джерелознавча база фольклорного тексту, його паралелі й варіанти.
Величезною є епістолярна спадщина вченого. Він активно листувався з Іваном Франком, Борисом Грінченком, Миколою Вороним, Богданом Лепким, Михайлом Павликом, Антоном Крушельницьким, Іваном Нечуєм-Левицьким та ін. Протягом 30 років своєї дослідницької та видавничої діяльності Володимир Гнатюк опублікував близько тисячі різних за жанром праць.
Він був першим, хто вивів українську фольклористику на широкий шлях європейської науки. Іван Франко назвав Володимира Гнатюка «феноменально щасливим збирачем усякого етнографічного матеріалу, якому з наших давніших збирачів, мабуть, не дорівняв ні один». Усе багатство й розмаїття творчої спадщини Володимира Гнатюка й досі не вивчено. Нині нам випадає нагода осягнути створений ним золотий фонд не лише української чи слов'янської, а й світової етнології.
Відомий чеський фольклорист Їржі Горак писав, що Володимир Гнатюк поряд з Оскаром Кольбергом та Франтішком Бартошем посідає одне з провідних місць в історії слов'янської фольклористики, а його праці за своїм змістом, точністю запису та науковим рівнем мають світове значення.

## Праці
Серед праць Гнатюка:

Титульна сторінка збірки Володимира Гнатюка «Українські народні байки», Львів, 1916 рік

- «Етнографічні матеріали з Угорської Руси» (т. 1, 2, 4—6; 1897—1911)
- «Словацький опришок Яношик в народній поезії» (1899)
- «Угро-руські духовні вірші» (1902)
- «Пісенні новотвори в українсько-руській народній словесності» (1902)
- «Галицько-руські народні легенди» (2 т.; 1902—1903)
- «Співаник з Грушова» (1903)
- «Коломийки» (3 т.; т. 1, 2, 3, 1905—1907)
- «Гаївки» (1909)
- «Хоценський співаник Левицьких» (1909)
- «Народні оповідання про опришків» (1910)
- «Колядки і щедрівки» (т. 1, 2, 1914)
- «Національне відродження австро-угорських українців» (1916),
- «Паленє та купанє відьом на Галичині»
- «Українські народні байки» (2 т.; 1916)
- «Деякі уваги над байкою» (1916)
- «Народні новели» (1917)
- «Війна і народна поезія» (1917)
- «Українська народна словесність» (1917)
- «Народні байки» (1918)
- «Чи закарпатські українці автохтони?» (1922)
- «Гуцули» (1923)
- «Як поставав світ: Народні легенди з історії природи й людського побуту» (1926)

## Видання
- Українські народні байки (звіринний епос) [Архівовано 19 січня 2021 у Wayback Machine.]. Т. 1—2 / зібрав В. Гнатюк. Львів: Накладом Наук. т-ва ім. Шевченка, 1916. 559 с.
- Гнатюк В. Вибрані статті про народну творчість [Архівовано 19 лютого 2022 у Wayback Machine.]. Нью-Йорк: Наукове Товариство ім. Шевченка, 1981. 288 с. (Філологічна секція, т. 201)

## Премії
Премія Російської Академії Наук імені О. Котляревського (1913).

## Ушанування
- У селі, де народився Володимир Гнатюк, створено етнографічно-меморіальний музей (перший директор — Остап Черемшинський).
- На честь Володимира Гнатюка названо:
  - Тернопільський педагогічний університет,
  - Бучацьку гімназію,
  - вулиці у Львові, Бучачі, Тернополі, Коломиї, Івано-Франківську.
- 2005 року засновано Тернопільську обласну премію імені Гнатюка за збереження та охорону нематеріальної культурної спадщини[7].
- Погруддя перед головним корпусом ТНПУ, пам'ятка монументального мистецтва місцевого значення, охоронний номер № 1690.

## Світлини

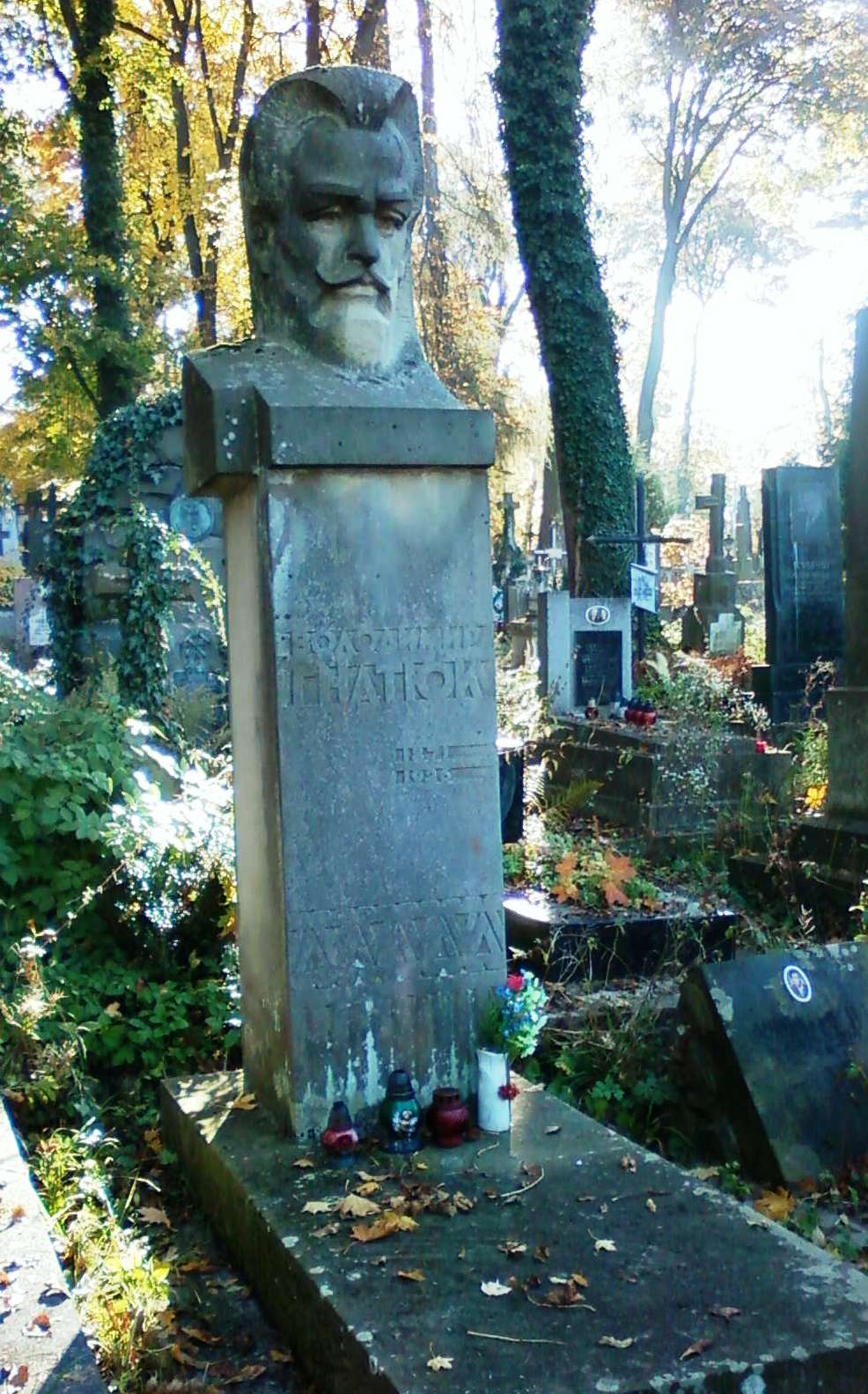
Пам'ятник на могилі Володимира Гнатюка на Личаківському цвинтарі у Львові
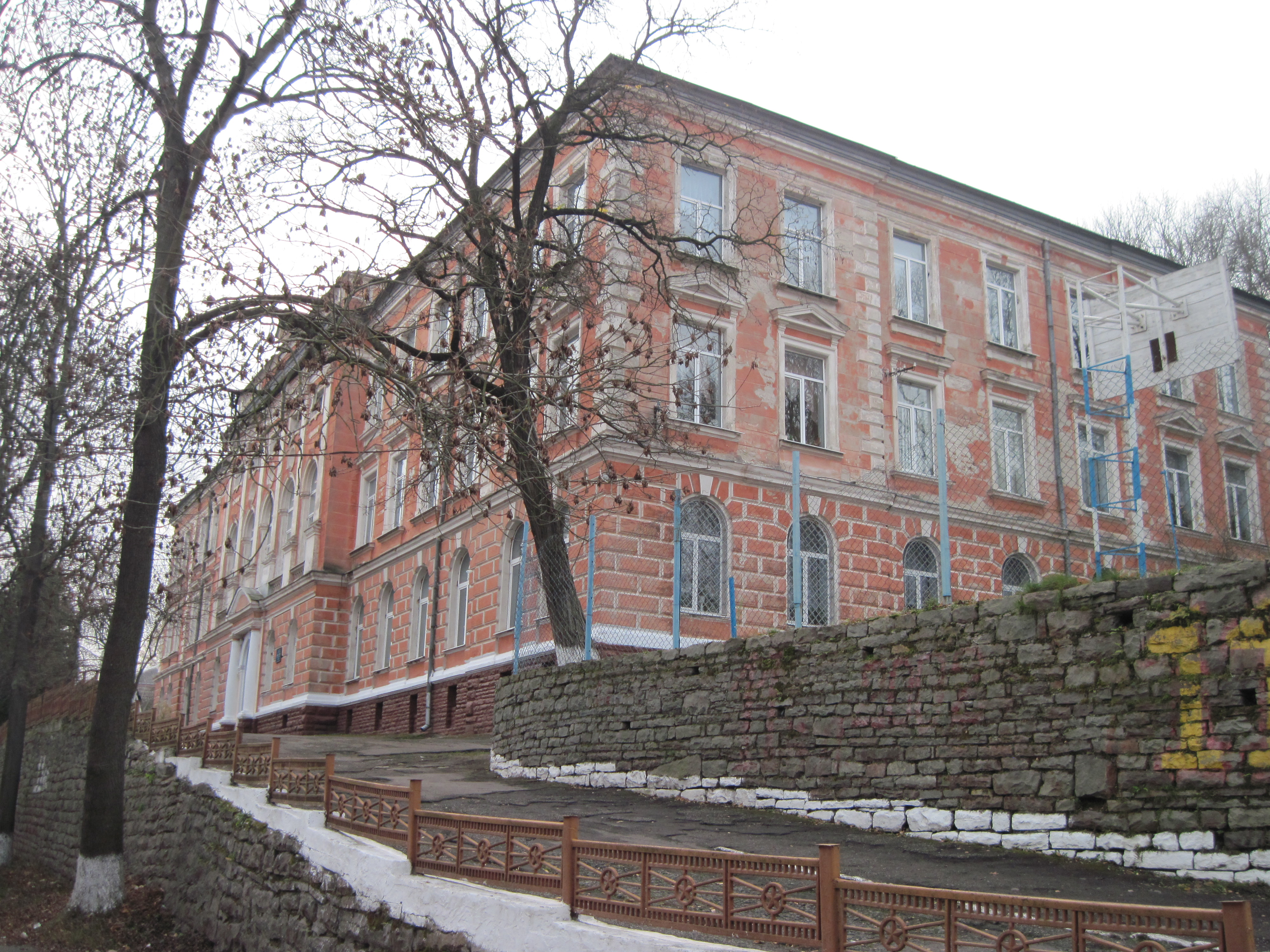
Бучацька гімназія імені Володимира Гнатюка